# 꽃창포
꽃창포(－菖蒲, Japanese water iris)는 붓꽃과의 여러해살이풀로 학명은 Iris ensata이다.

## 분포
한국 전역에 분포하며 산야의 습지에서 자란다.

## 특징
높이는 60~120cm이고 전체에 털이 없다. 뿌리줄기는 갈색 섬유로 덮여 있으며 원줄기는 곧게 선다. 잎은 길이 20~60cm, 너비 5~12mm로 창 모양이며 중간맥이 뚜렷하다. 꽃은 6~7월에 원줄기 또는 가지 끝에서 적자색으로 핀다. 외화피는 3개이며 가장자리가 밋밋하고 밑부분이 황색이다. 내화피도 3개이며 외화피와 같은 색이고 서로 어긋나게 붙는다. 암술대는 곧게 서고 3개로 갈라진다. 씨방은 하위이고 열매는 삭과로 갈색이며 길이가 2.5~3cm 정도이고, 씨는 편평하고 적갈색을 띤다.

## 재배 및 관리
부식질이 풍부한 흙에서 잘 자라지만 비교적 토질을 가리지 않는다. 물가나 습한 곳에 심는 것이 좋으나, 물만 잘 주면 어디서든 잘 자란다. 양지바른 곳을 좋아하지만 반그늘에서도 잘 견딘다. 포기나누기나 씨뿌리기로 번식한다. 꽃이 진 후에 바로 포기나누기를 하면서 잎을 3분의 1 정도로 잘라준다. 씨를 받은 후 재배할 곳에 뿌려두거나, 촉촉한 모래나 마사토와 혼합해 땅에 묻어두었다가 이듬해 봄에 뿌리면 더 좋다.

## 이용
정원의 원예 소재로 쓰인다. 특히 연못가의 습지에 심는다.